# Pieter van Tienhoven

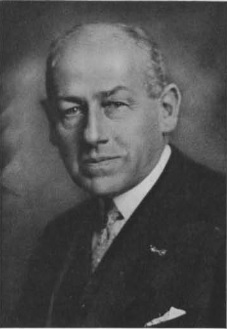
mr. dr. P.G. van Tienhoven

Pieter Gerbrand van Tienhoven (Amsterdam, 19 november 1875 - aldaar, 5 mei 1953)  was een assuradeur te Amsterdam die vooral bekendheid kreeg door zijn werk voor de natuurbescherming.

## Jeugd en studie
Van Tienhoven groeide op in een bemiddeld gezin en als telg uit het geslacht Van Tienhoven. Zijn vader was  Gijsbert van Tienhoven, een liberaal politicus en hoogleraar, die verschillende belangrijke functies bekleedde, waaronder minister en Commissaris van de Koningin. Zijn moeder was Anna Sara Maria Hacke. Samen woonden ze aan de Keizersgracht. Pieter Gerbrand was een van de negen kinderen uit het gezin. 
Hij studeerde rechten en biologie aan de Gemeente Universiteit Amsterdam, waar hij op 30 juni 1902 in de rechten promoveerde. Later werd hij aan deze universiteit benoemd tot Eredoctor. Hij werkte tot 1949 als directeur van verschillende verzekeringsmaatschappijen.

## Natuurmonumenten
In 1905 was hij medeoprichter van de Vereniging Natuurmonumenten. In 1907 werd hij penningmeester en vanaf 1927 tot 1952 was hij voorzitter en speelde een belangrijke rol bij de aankoop van terreinen en het verwerven van fondsen. Daarbij spande hij zich vooral in voor de aankoop van grote terreinen die aantrekkelijk waren voor het publiek, zoals de Oisterwijkse Bossen en Vennen en de Kampina.

## Internationale natuurbescherming
Hij was nauw betrokken bij de oprichting van een internationale natuurbeschermingsorganisatie. Hij stelde voor om in verschillende landen nationale, onafhankelijke commissies voor internationale natuurbescherming op te richten. Zo ontstond in 1925 de Nederlandsche Commissie voor Internationale Natuurbescherming, die haar werkzaamheden ook tot Nederlands-Indië uitstrekte. Drie jaar later was hij een van de grondleggers van het Office International (de Documentation et de la Corrélation) pour la Protection de la Nature, een internationaal documentatie- en informatiecentrum in Brussel. In 1948 volgde een internationale natuurbeschermingsorganisatie, waarvan Van Tienhoven erelid werd: de International Union for Conservation of Nature and Natural Resources (IUCN/ Union Internationale pour la Protection de la Nature).

## Andere organisaties
Van Tienhoven was in 1923 medeoprichter van "De Hollandsche Molen", vereniging tot behoud van molens in Nederland. Hij vervulde de rol van voorzitter vanaf de oprichting tot zijn overlijden in 1953.
Ook was hij nauw betrokken bij de Nederlandse en internationale organisaties voor vogelbescherming zoals de Vereeniging tot Bescherming van Vogels (later Vogelbescherming Nederland) waarvan hij lange tijd ondervoorzitter was, en stond hij in de jaren 1930 aan de wieg van provinciale organisaties voor natuur- en landschapsbescherming, de Provinciale Landschappen.

## Stijl en capaciteiten
Van Tienhoven had veel capaciteiten als het gaat om inzet, het vinden van geldbronnen en het ontwikkelen van sociale netwerken. Hij heeft daarmee grote verdiensten gehad voor de natuurbescherming. Als leidinggevende was hij niet altijd geliefd, zeker in de laatste fasen van zijn voorzitterschap, en hij was bepaald autoritair te noemen.

## Tweede wereldoorlog
De rol van Van Tienhoven in de Tweede Wereldoorlog is niet onomstreden. Zo toonde hij weinig empathie toen Joodse bestuursleden in de problemen kwamen. Ook stond hij niet toe dat onderduikers verbleven op de terreinen van Natuurmonumenten. Bij het verschijnen van het boek 'Een rentmeester van nature' in 2024 waarin deze rol beschreven staat, besloot Natuurmonumenten nader onderzoek te doen naar het oorlogsverleden.